# Roman Sienicki
Roman Sienicki, pseudonim "Danowski" (ur. 23 marca 1918 we Lwowie, zm. 2 lipca 1997 w Warszawie) – polski lekkoatleta, absolwent Oficerskiej Szkoły Wojsk Pancernych w Poznaniu, ppłk Wojska Polskiego.

## Sprawa pseudonimu
Roman Sienicki uczył się w gimnazjum klasycznym. Uczniom tego gimnazjum nie wolno było należeć do klubów sportowych ani brać udziału w zawodach sportowych dlatego występował pod pseudonimem. Przybrał sobie nazwisko "Danowski" ponieważ jego młodzieńcza sympatia miała na imię Danusia. Pod nazwiskiem Danowski występował już do końca kariery sportowej.

## Kariera sportowa i praca zawodowa
Zawodnik klubów: 
AZS Lwów (1936-1938), 
Lechia Lwów (1939), 
Spartak Lwów (1940), 
HKS Bydgoszcz (1946), 
Pancerni Poznań (1948),
5-krotny reprezentant Polski w meczach 1937–1938. Uczestnik akademickich mistrzostw świata – Paryż 1937. 8-krotny rekordzista Polski na 100 m i w sztafetach. W 1940 – mistrz i rekord na 100 m w ZSRR. 
Przez cały czas okupacji radzieckiej i niemieckiej był we Lwowie. Był żołnierzem AK, jednak brak dokładniejszych informacji na ten temat.
Startował także po zakończeniu wojny ale zakończył karierę w 1947 (lub 1948) roku. 
Po wojnie, do roku 1955 był żołnierzem zawodowym, i był związany z edukacją sportową w wojsku. Później, aż do emerytury, pracował w GKKF, i w PKOl. Jego głównym obszarem zainteresowań były Spartakiady Młodzieży.

## Wyniki
| rok  | czas na 60 m | czas na 100 m | czas na 200 m |
| ---- | ------------ | ------------- | ------------- |
| 1936 | 7.0          | x             | x             |
| 1937 | x            | 10.8          | 23.0          |
| 1938 | x            | 10.8          | 22.6          |
| 1939 | x            | 10.6          | 22.5          |
| 1940 | x            | 10.6          | x             |
| 1946 | x            | 10.8          | 22.8          |